# Trazo
Trazo – gmina w Hiszpanii, w prowincji A Coruña, w Galicji, o powierzchni 101,3 km². W 2011 roku gmina liczyła 3433 mieszkańców.